# Kuch Khatti Kuch Meethi
Kuch Khatti Kuch Meethi (Hindi: कुछ खट्टी कुछ मीठी, kuch khaṭṭī kuch mīṭhī; übersetzt: Manchmal sauer, manchmal süß) ist ein Hindi-Film von Rahul Rawail aus dem Jahr 2001. Er ist eine Neuverfilmung von Die Vermählung ihrer Eltern geben bekannt (1961), der wiederum auf Erich Kästners Kinderroman Das doppelte Lottchen basiert.

## Handlung
Tina und Sweety Khanna sind eineiige Zwillinge, die bei ihrer Geburt voneinander getrennt wurden. Schuld daran ist deren Tante Devyani, die die Familie auseinandergerissen hatte, um an das Vermögen von ihrem Bruder Raj zu kommen.
Die eine, Tina, lebt bei ihrer Mutter in London, während Sweety bei ihrem alkoholsüchtigen Vater in Indien aufgewachsen ist. Beide Zwillingsschwestern glauben die jeweils andere sei gestorben. Diese Lügen tischte die Tante den Eltern auf.
Umso überraschter sind Tina und Sweety, als sie sich in London gegenüberstehen. Sie hecken einen Plan aus, um die Familie wieder zu vereinen: Während Sweety bei der Mutter bleibt, reist Tina nach Indien zu ihrem Vater.
Tina verhilft Raj vom Alkohol wegzukommen und verliebt sich in Sameer, den sie in Glasgow getroffen hat. Nun versuchen beide die böse Tante und ihre Gehilfen zu verscheuchen. 
Auch offenbaren die Zwillinge ihre wahre Identität, sodass Sweety und Archana nach Indien reisen. Nun, alle unter einem Dach, werden die ganzen Missverständnisse aufgeklärt und Raj wirft eigenhändig seine Schwester aus dem Haus.

## Musik
| Lied                              | Sänger/in                  |
| --------------------------------- | -------------------------- |
| Tumko Sirf Tumko - 1              | Kumar Sanu                 |
| Neend Ud Rahi Hai                 | Alka Yagnik, Kumar Sanu    |
| Saamne Baith Kar                  | Alka Yagnik, Kumar Sanu    |
| Ab Nahi To Kab                    | Anu Malik, Sunidhi Chauhan |
| Tumko Sirf Tumko - 2              | Kumar Sanu                 |
| Khud Bhi Nachungi                 | Alka Yagnik                |
| Band Kamre Mein                   | Anuradha Shriram           |
| Kuch Kuch Khatti Kuch Kuch Meethi | Alka Yagnik                |

## Sonstiges
- Dies ist der zweite Film nach Dushman, in dem Kajol eine Doppelrolle spielt.
- Für die Rolle von Tina/Sweety war ursprünglich Aishwarya Rai vorgesehen.
- Rati Agnihotri ist hier in ihrem Comebackfilm zu sehen, nachdem sie sich 16 Jahre, aufgrund ihrer Mutterschaft, aus dem Filmgeschäft zurückgezogen hatte.